# Hotel Caleta
El Hotel Caleta (en inglés: Caleta Hotel) es un hotel de cuatro estrellas situado en el territorio de ultramar británico de Gibraltar. Se encuentra en la bahía catalana (Catalan Bay) en la costa este del territorio con vistas al mar Mediterráneo. Debe su nombre al término español La Caleta, el nombre tradicional dado a partir del control español sobre la Bahía y el pueblo de pescadores situado en la costa, en la zona donde el hotel se ubica actualmente. La Caleta ofrece una amplia variedad de habitaciones y suites. También gestiona dos restaurantes italianos llamados Nunos. El hotel ha recibido el Premio del Leading Hotel Gibraltar en cuatro ocasiones, de 2009 a 2012, en los World Travel Awards.